# Hans Leuss

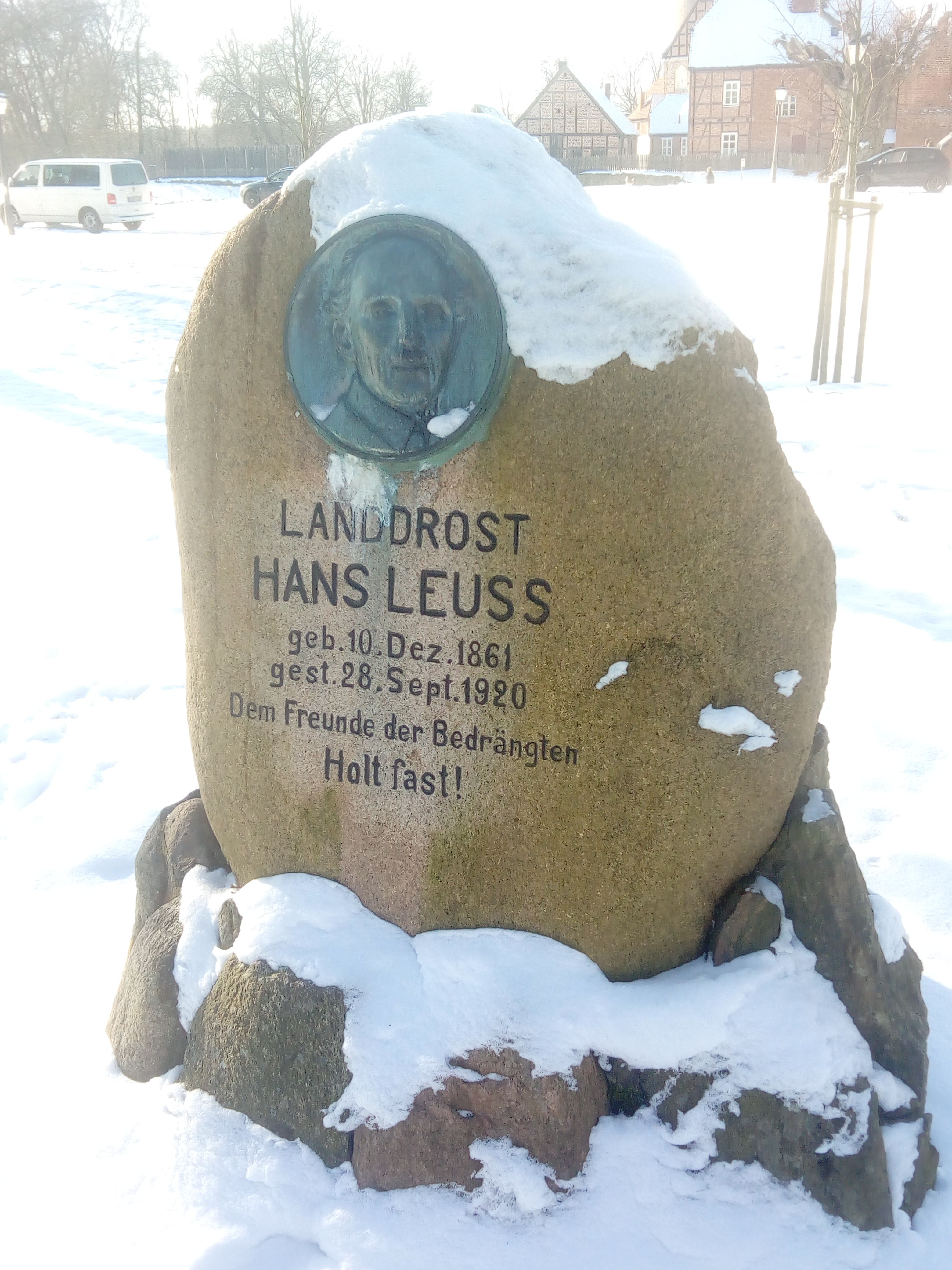
Grab- und Gedenkstein für Leuß auf der Burg Stargard.

Hans Leuss, auch Leuß (* 10. Dezember 1861 auf Spiekeroog; † 28. September 1920 in Neustrelitz) war ein deutscher Publizist, Schriftsteller und Politiker.

## Jugend und frühe Politik
Leuß wurde auf der ostfriesischen Insel Spiekeroog geboren. Seinem späteren politischen Gegner, dem strelitzischen Staatsminister Roderich Hustaedt, zufolge war er Sohn eines dort verwurzelten Kapitäns. Leuß war nach Besuch des Gymnasiums und einer kaufmännischen Lehre seit 1878 Schriftsteller. 1883 arbeitete er für das Volk, das Parteiorgan der Christlich-sozialen Partei. Zu seinen damaligen politischen Weggefährten zählten Adolf Stoecker und Wilhelm Joachim von Hammerstein. Ab 1884 war er Mitarbeiter der Kreuzzeitung, die er wegen antijüdischer Agitationen gemeinsam mit Stoecker 1890 verlassen musste. Danach wechselte Leuß zu der Zeitung Neue Zeit, bei der er bis 1892 blieb. Anschließend war er zwei Jahre freischaffend tätig. Als zunächst fraktionsloser Reichstagsabgeordneter schloss er sich der antisemitischen Deutschsozialen Reformpartei an, die zwischen 1894 und 1900 als Zusammenschluss der Deutschsozialen Partei und der Deutschen Reformpartei bestand. Bei der Reichstagswahl 1893 gewann die Deutschsoziale Partei vier Mandate: Max Liebermann von Sonnenberg, Paul Förster, Adolf König und Hans Leuß (im Reichstagswahlkreis Regierungsbezirk Kassel 4).
Neben seinen sozial-nationalen und liberal-kritischen Denkschriften, veröffentlichte Leuß mehrere judenfeindliche Publikationen. Dementsprechend wurde er in jüdisch-deutschen Zeitungen aufmerksam beobachtet und kommentiert. In seinem Buch Das richtige Wanzenmittel: ein jüdischer Staat. Ein Vorschlag zur Güte (1893) fordert Leuß zur „Lösung der Judenfrage“ die Schaffung eines „jüdischen Staates“. Als Ziel der antisemitischen Bewegung stellte er darin „die Ausscheidung des Judenvolks aus unserer Mitte“ dar, sodass „die kommenden Auseinandersetzungen zwischen den europäischen Staaten innerstaatlich auch die Auseinandersetzung mit den Juden bringen wird, und innerhalb von 25 Jahren der letzte Jude Deutschland verlassen haben sollte.“

## Zuchthaus
In seinem Scheidungsverfahren 1894 sollte Leuß unter Eid aussagen, ob er mit einer verheirateten Frau in ehebrecherischem Verkehr gestanden habe. Er leugnete dies und da das Gegenteil vom Gericht als wahrscheinlich angenommen wurde, verurteilte man ihn wegen Meineids zu einer mehrjährigen Gefängnisstrafe. Am 20. Dezember 1894 verzichtete er zwangsläufig auf sein Reichstagsmandat. Er saß 3½ Jahre im Zuchthaus Celle und hat dort als Bibliothekskalfaktor gearbeitet. Im Frühjahr 1898 wurde Leuß entlassen.
1899 veröffentlichte er den Gedichtband Humanis homo! Verse eines Strafgefangenen und 1903 sein Hauptwerk Aus dem Zuchthause, in dem er das kaiserliche Strafrechtssystem als völlig untauglich darstellte. Das Buch war ein großer Erfolg, es musste noch im gleichen Jahr eine zweite Auflage gedruckt werden, 1904 eine dritte, 1907 erschien eine gekürzte Volksausgabe. Thomas Mann diente es als Hauptquelle für sein Dossier Gefangenschaft, das er ursprünglich in Bekenntnisse des Hochstaplers Felix Krull einzuarbeiten gedachte. Leuß publizierte danach eine Anzahl Artikel zu Strafrechtsreformen im Sinne von Franz von Liszt sowie weitere Bücher.

## SPD
Möglicherweise kam Leuß über den Vorwärts zur SPD; die Judenfrage und seine Person waren Gegenstand auf deren Parteitag 1903. Nach seiner Inhaftierung wandte er sich jedoch vermehrt den Ansichten Franz Mehrings zu.
1906 verklagte er Maximilian Harden, der als Herausgeber der Zukunft Leuß’ Werk Wilhelm Freiherr von Hammerstein kritisiert hatte. Zu dieser Zeit lebte Leuß in Potsdam. Eine Klage wegen Majestätsbeleidigung brachte ihm sein 1914 veröffentlichtes Buch Wilhelm der Letzte ein, in dem er dem Thronerben voraussagt, dass sein Vater Wilhelm II. der letzte seiner Dynastie sein könnte. Zu sechsmonatiger Haft verurteilt, wurde er allerdings durch den Beginn des Ersten Weltkrieges amnestiert. Auch dieses Buch wurde mehrfach aufgelegt.
Mit dem Zusammenbruch des Kaiserreiches engagierte sich Leuß wieder in der Politik, wurde 1919 Fraktionsvorsitzender der SPD im mecklenburg-strelitzischen Landtag sowie Mitherausgeber der Welt am Montag. Nach dem Spartakusaufstand beteiligte er sich im Sommer 1919 als MSPDler an einem Versuch der Zentralstelle für Einigung der Sozialdemokratie (ZfE), die durch den Versailler Frieden und die Kriegsschuldfrage (Deutschland wurde zum Alleinschuldigen erklärt) eingetretene Spaltung der Partei in MSPD und USPD zu überwinden. Dazu fand er Zeit, mit Konrad Haenisch ein Buch über Philipp Scheidemann zu verfassen.

## Tod und Gedenken
Leuß starb am 28. September 1920 im Alter von 58 Jahren im Neustrelitzer Landtag während einer Sitzung des Finanzausschusses, dem er zu jener Zeit vorsaß, durch einen Hirnschlag. Er hatte in den Tagen zuvor über häufige Schwindelanfälle geklagt, zog sich plötzlich aus der laufenden Sitzung in sein Büro zurück und wurde wenig später vom Landtagsdirektor Theodor Richter dort tot aufgefunden. Da Leuß kurze Zeit Landdrost für Stargard gewesen war, wurde er auf der dortigen Burg beigesetzt. Sein Gedenkstein mit einem Bildmedaillon blickt von der Ostseite des Burgberges auf die Stadt und ist „Dem Freunde der Bedrängten“ mit dem Motto „Holt fast!“ gewidmet.

## Werke
- Das richtige Wanzenmittel. Ein jüdischer Staat. Beyer, Leipzig 1893.
- Humanis homo! Gedichte eines Strafgefangenen. In: Die Gesellschaft. XVI, Dresden und Leipzig 1899 (Digitalisat).
- Aus dem Zuchthause. Verbrecher und Strafrechtspflege. In: Leo Berg (Hrsg.): Kulturprobleme der Gegenwart. Band VII, Verlag von Johannes Räde, Berlin 1903.
- Zur Volkskunde der Inselfriesen. In: H. Singer (Hrsg.): Globus. Illustrierte Zeitschrift fuer Länder- und Völkerkunde. 84. Band, Verlag Fr. Vieweg und Sohn, Braunschweig 1903, S. 202–206, 223–225.
- Wilhelm Freiherr von Hammerstein. 1881–1895 Chefredakteur der Kreuzzeitung. Auf Grund hinterlassener Briefe und Aufzeichnungen. Walther, Berlin 1905 (Digitalisat).
- Gekrönte Sanguiniker. Historische Parallelen. Walther, Berlin 1906.
- Wilhelm der Letzte. Eine Vorhersage aus 1914. Verlag für Volksaufklärung Koch & Jürgens, Berlin (Digitalisat).
- Philipp Scheidemann. Mit Einführung von Konrad Haenisch. Schwetschke, Berlin 1919 (Digitalisat).

Aufsätze:
- Psychologisches zum Indizienbeweis. In: Monatsschrift für Kriminalpsychologie und Strafrechtsreform. Band 10, 1914, S. 367–371.
- Das Verbrechen als sozial-pathologische Erscheinung. In: Neue Zeit. (1899–1900), Band XVIII, Nr. i, S. 213 ff.
- Disziplin in Strafanstalten. In: Neue Zeit. 18. Jahrgang, Nr. i. S. 783–820.